# Tihomir Orešković
Tihomir Orešković (ur. 1 stycznia 1966 w Zagrzebiu) – chorwacki menedżer branży farmaceutycznej i polityk, w 2016 premier Chorwacji.

## Życiorys
Z wykształcenia chemik, studia ukończył w 1989 w Kanadzie na McMaster University. W 1991 uzyskał dyplom Master of Business Administration. Od 1992 zawodowo związany z branżą farmaceutyczną. Pracował w Eli Lilly w Kanadzie, zajmując się finansami i kontaktami międzynarodowymi, doszedł do stanowiska dyrektora odpowiadającego za relacje z administracją państwową i spraw gospodarczych. Później zatrudniony w Novopharm jako wiceprezes ds. rozwoju i dyrektor finansowy. W 2009 podjął pracę w chorwackim koncernie Pliva, był regionalnym dyrektorem finansowym, a następnie dyrektorem generalnym Plivy. Później zatrudniony w powiązanej organizacyjnie kompanii Teva.
23 grudnia 2015 liderzy Chorwackiej Wspólnoty Demokratycznej i Mostu przedstawili Tihomira Oreškovicia jako kandydata tych ugrupowań, dysponujących parlamentarną większością, na urząd premiera Chorwacji. Tego samego dnia prezydent Kolinda Grabar-Kitarović desygnowała go na to stanowisko, powierzając misję utworzenia nowego rządu. Ustalanie składu gabinetu trwało blisko miesiąc. 22 stycznia 2016 Zgromadzenie Chorwackie udzieliło wotum zaufania jego rządowi – za zagłosowało 83 posłów, przeciw było 61, a 5 wstrzymało się od głosu.
16 czerwca 2016 wobec gabinetu przegłosowano wotum nieufności. Doprowadziło do rozpisania przedterminowych wyborów parlamentarnych, Tihomir Orešković zadeklarował przy tym, że w nich nie wystartuje. 19 października 2016, gdy parlament udzielił wotum zaufania rządowi Andreja Plenkovicia, zakończył urzędowanie na stanowisku premiera.

## Życie prywatne
Jest żonaty z Sanją Dujmović-Orešković, ma dwie córki i dwóch synów.